# شرکت اکس‌ای‌آی
شرکت اکس‌ای‌آی (به انگلیسی: xAI company) که به عنوان xAI تجارت می‌کند، یک شرکت نوپا آمریکایی است که در زمینه هوش مصنوعی کار می‌کند. در 7 اکتبر 2023 توسط ایلان ماسک تأسیس شد.

## زمینه
در سال ۲۰۱۵، ماسک عضو اولین هیئت مدیره اوپن‌ای‌آی بود، یک شرکت تحقیقاتی هوش مصنوعی که در آن زمان یک شرکت غیرانتفاعی بود. او در سال ۲۰۱۸ پس از یک تلاش ناموفق برای به دست گرفتن مدیریت آن در میان اختلاف نظر در مورد ایمنی هوش مصنوعی از سمت خود کناره‌گیری کرد.
در آوریل ۲۰۲۳، فایننشال تایمز گزارش داد که ماسک در حال برنامه‌ریزی برای راه اندازی یک استارت آپ هوش مصنوعی است. او هزاران پردازنده گرافیکی Nvidia را برای یک مدل زبان بزرگ بالقوه ایمن کرده بود.
ماسک به‌طور رسمی تشکیل xAI را در ۱۲ ژوئیه ۲۰۲۳ اعلام کرد. تاریخ (۷ + ۱۲ + ۲۳ = ۴۲) به عنوان مرجعی برای کتاب «راهنمای هیچیکر برای کهکشان» و مأموریت شرکت «درک جهان» انتخاب شد. دفتر مرکزی این شرکت در منطقه خلیج سانفرانسیسکو در کالیفرنیا قرار دارد. یکی از اهداف آن ایجاد هوش مصنوعی است که قادر به استدلال ریاضی پیشرفته باشد، چیزی که در مدل‌های فعلی یافت نمی‌شود.

## مشاور
مشاور xAI مدیر مرکز ایمنی هوش مصنوعی دن هندریکس است. دن یک محقق آمریکایی یادگیری ماشین است که مدرک لیسانس خود را از دانشگاه شیکاگو و دکترای خود را از دانشگاه کالیفرنیا، برکلی در رشته علوم کامپیوتر در سال ۲۰۲۲ دریافت کرده است

## یادداشت
1. ↑  این شرکت در این تاریخ تأسیس شد. تا ۱۲ جولای ۲۰۲۳ به‌طور رسمی اعلام نشده بود.